# Jesús Ezquerra
Jesús Ezquerra Muela (Adal, 30 novembre 1990) è un ex ciclista su strada spagnolo.
Attivo in formazioni UCI dal 2012 al 2024, ha vinto una tappa al Giro del Portogallo 2016.

## Palmarès

### Strada
- 2016 (Sporting/Tavira, una vittoria)

8ª tappa Giro del Portogallo ( Nazaré > Arruda dos Vinhos)

### Altri successi
- 2013 (Leopard-Trek CT)

1ª tappa Giro della Repubblica Ceca (Uničov, cronosquadre)

## Piazzamenti

### Grandi Giri
- Vuelta a España

2018: 98º
2019: 120º
2020: 88º
2022: 67º
2023: 89º

### Competizioni mondiali
- Campionati del mondo su strada

Copenaghen 2011 - In linea Under-23: ritirato
Wollongong 2022 - In linea Elite: 75º
Glasgow 2023 - In linea Elite: ritirato

### Competizioni europee
- Campionati europei su strada

Offida 2011 - In linea Under-23: ritirato
Drenthe 2023 - In linea Elite: 58º